# 1772 en droit
Cet article présente les faits marquants de l'année 1772 en droit.

## Événements
- 17 janvier : au Danemark, Struensee, accusé de complot contre le roi et d’avoir été l’amant de la reine, est arrêté et condamné à mort le 28[1].

- 22 juin : affaire James Somersett (Somersett's Case). Le Comité pour l’abolition de la traite, fondé à Londres par Thomas Clarkson et Granville Sharp, gagne un procès, où, se référant au droit naturel et à l’absence en Angleterre de toute loi ou coutume admettant l’esclavage, la Cour Royale d'Angleterre libère un esclave noir qui s’était enfui et qui avait été repris par son maître sur le sol anglais. L’arrêt de William Murray proclame la liberté de tout esclave débarquant en Grande-Bretagne. De 10 000 à 14 000 esclaves noirs alors en Grande-Bretagne sont affranchis[2].
- 28 août : le roi Joseph Ier approuve les nouveaux statuts de l’Université de Coimbra au Portugal[3]. Le marquis de Pombal ajoute deux facultés, celle des mathématiques et celle de philosophie naturelle, qui font passer dans l’enseignement les principaux acquis de la science contemporaine. La création de petites écoles permet de commencer à diffuser l’alphabétisation. Création également de l’Académie des sciences (1779) et de la Casa Real Pia (1780, à la fois crèche, orphelinat, école et collège).

## Naissances
- 4 janvier : Anton Friedrich Justus Thibaut, juriste allemand et historien du droit († 28 mars 1840).
- 30 septembre : Niccola Nicolini, professeur de droit pénal italien († 4 mars 1857).